# Raccordement court de Mulhouse
Le raccordement court de Mulhouse, aussi appelé shunt de Mulhouse, est un raccordement ferroviaire qui relie la ligne de Strasbourg-Ville à Saint-Louis à la ligne de Paris-Est à Mulhouse-Ville sans passer par la gare de Mulhouse-Ville. Il est situé sur les communes de Mulhouse et de Brunstatt, sur le site du Cockrouri. Sa mise en service a eu lieu le 3 juin 2012. Il a été inauguré le 25 septembre 2012.
Il constitue le raccordement no 001 391 du réseau ferré national.

## Objectifs
Du fait de sa configuration historique, le réseau ferroviaire mulhousien imposait aux trains en provenance du nord et à destination de l'ouest (ou l'inverse) soit le contournement de Mulhouse par le nord (triage de Mulhouse-Nord) et le passage par la gare de Mulhouse-Ville, soit un rebroussement dans cette même gare. Ces deux possibilités sont coûteuses en temps.
Le raccordement permet à certains trains de gagner du temps ; sont concernés les trains de fret, ainsi que les TGV qui utilisent la LGV Rhin-Rhône sur l'axe nord-sud et qui ne desservent pas Mulhouse, en attendant la réalisation de la seconde phase de la branche est de la LGV Rhin-Rhône entre Petit-Croix et Lutterbach. Le trafic passagers a commencé sur ce raccordement le 9 décembre 2012 pour un aller-retour Strasbourg – Lyon sans passer par Mulhouse, avec un gain de temps de 20 minutes.

## Historique
Le projet a été déclaré d'utilité publique le 13 août 2009. Les travaux de génie civil ont eu lieu de décembre 2009 à avril 2011, et ont été suivis des travaux d'équipements ferroviaires (pose de rails, des caténaires et de la signalisation), qui se sont terminés en juin 2012. Le raccordement a été inauguré le 25 septembre 2012.

## Financement
La réalisation du raccordement, faisant partie du CPER 2007-2013, a mobilisé 45 M€ répartis de la manière suivante :
- Région Alsace : 20,6 M€ (45,8 %) ;
- État français : 20 M€ (44,4 %) ;
- RFF, maître d'ouvrage : 4,4 M€ (9,8 %).

## Infrastructure
Le raccordement est composé d'une voie unique, électrifiée en 25 kV – 50 Hz comme les deux lignes qu'il raccorde.
Dans le sens de Belfort vers Mulhouse, il comporte les ouvrages suivants :
- une estacade dont le but est d'atteindre l'altitude nécessaire au franchissement du canal ;
- un portique (pont) destiné à franchir le canal du Rhône au Rhin ;
- un pont-rail au-dessus de la rue Pierre de Coubertin ;
- une tranchée couverte dont le rôle est de préserver une zone destinée à recevoir des aménagements paysagers.